# مؤيد النفيعي
مؤيد النفيعي العتيبي، ممثل كوميدي سعودي من جدة ولد في 20 نوفمبر 1985 وهو ضمن مجموعة تلفاز 11 انضم اليها عام 2012، بدأ بستاند أب كوميدي مع مجموعة من الشباب الموهوبين، اشتهر بعدة شخصيات قدمها في برامج تعرض على موقع اليوتيوب أشهرها بكر كرميلا (ثيس از مزمار اوكي)، لايكثر، خمبلة، التمساح، مشعل الجاسر شو و فيلم حسن وحسنين، «مدرسة علوم المرجلة» خمبلة. وحققت الفديوهات التي نُشرت في عدة قنوات مشاهدات عالية حيث أن حلقة مدرسة علوم المرجلة الجزء الأول حققت أكثر من 7 مليون مشاهد إلى الآن، وكان قد عمل مع محمد الدوخي وعلي الكلثمي وفهد البتيري.

## أعماله
- فيلم (وسطي) 2016.[1]
- مسلسل (سيلفي) 2016.

## انظر ايضًا
- محمد مشيع الغامدي
- فهد البتيري.
- إبراهيم الخير الله.
- هشام فقيه.